# Cyathus olla
Cyathus olla es una especie de hongo saprobionte del género Cyathus, familia Nidulariaceae. Los cuerpos fructíferos o esporocarpos se asemejan a pequeños nidos de pájaros llenos de "huevos", estructuras que contienen esporas llamadas peridiolos. Al igual que otros hongos de nidos de aves, C. olla confía en la fuerza de la caída del agua para desalojar los peridiolos de los cuerpos fructíferos para expulsar y dispersar sus esporas. El ciclo de vida de este hongo le permite reproducirse sexualmente, con meiosis y asexualmente a través de esporas. C. olla es un hongo relativamente común, con una distribución mundial. El tema de la investigación agrícola es determinar su potencial como un medio para acelerar la descomposición de los residuos de cultivos y reducir la población de patógenos de plantas. El epíteto específico se deriva de la palabra latina olla, que significa "olla".

## Descripción

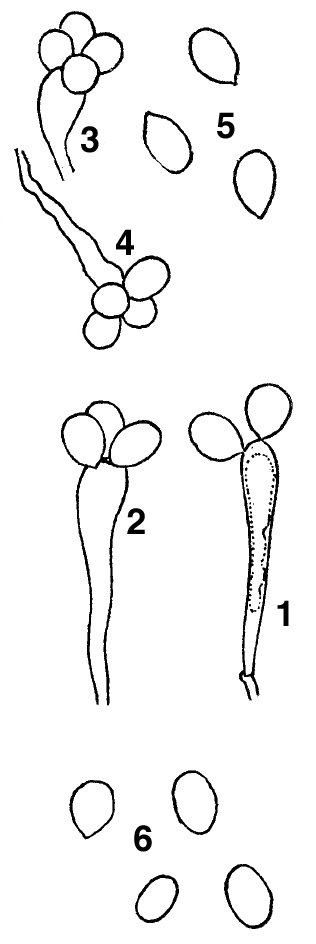
Basidio y esporas de C. olla. "1–3. Basidio maduro con dos, tres y cuatro esporas; 4. Basidio colapsado con esporas aún adheridas; 5. Esporas inmediatamente después de la separación de el basidio, mostrando un apiculo visible; 6. Esporas más viejas; el apiculo casi ha desaparecido."

Cyathus olla se parece al nido de un pájaro en miniatura que contiene huevos, de ahí el nombre común de hongos nido de pájaro. El cuerpo fructífero, o peridio, tiene aproximadamente forma de embudo, 10–18 mm de altura y 8–12 mm de ancho. Es de color amarillo grisáceo o marrón grisáceo a color beige y está cubierto con pelos uniformes de textura fina en la superficie exterior. La superficie interna es gris plateada y lisa, a menudo con bordes transversales débiles. Cyathus olla es de paredes gruesas y se ensancha hacia afuera en el borde; el borde es típicamente ondulado en el contorno. Los 'huevos', o peridiolos, suelen tener un número de 8 a 10 en la taza, y son de color blanco o gris, con un diámetro de 2–4 mm, visiblemente más grande que otras especies de Cyathus. Están cubiertos con una fina membrana llamada túnica. Los peridiolos a menudo se adhieren al cuerpo fructífero mediante un funículo, una estructura de hifas que se diferencia en tres regiones: la pieza basal, que se adhiere a la pared interna del peridio la pieza central y una vaina superior, llamada bolsa, conectado a la superficie inferior del peridiolo. Dentro del bolso y la pieza central hay un hilo enrollado de hifas entretejidas, llamada cordón funicular, unidas en un extremo al peridiolo y en el otro extremo a una masa enredada de hifas llamada el hapterón. C. olla tiene un bolso ancho con una parte superior que no se distingue fácilmente de la parte inferior.
Una forma diferente de esta especie, Cyathus olla forma anglicus, originalmente reportada desde Inglaterra por el micólogo Curtis Gates Lloyd, también se ha encontrado en Oregón y Colorado en los EE. UU, Alberta, Canadá y Argentina. Esta forma es grande, con aberturas de copa de hasta 1,5 cm (0,6 pulg.) de diámetro. Las esporas tienen dimensiones de 11.5–12.5 × 7.5–9 µm.
La especie relacionada Cyathus earlei Lloyd se parece mucho a C. olla, aunque el análisis de apareamiento ha demostrado que son especies distintas.

### Características microscópicas
Cyathus olla tiene esporas de forma ovalada con dimensiones de 10–14 × 6–8 µm. En 1927, George Willard Martin examinó las características microscópicas de varios miembros de la familia Nidulariaceae, incluyendo Cyathus olla. Señaló que en esta especie, los basidios (células portadoras de esporas) son en forma de club o cilíndricos y tienen tallos largos, y algunas veces tienen una conexión de pinza en el extremo basal de la estructura. Los basidios suelen contener entre dos y cuatro esporas sésiles que están directamente adheridas al basidio, en lugar de a través de un estigma. Revelado solo después de que se separa la espora, un apículo temporal marca el punto de unión. Las esporas generalmente se separan de los basidios cuando éstos se colapsan y gelatinizan; esta descomposición basidial suele ocurrir simultáneamente con una gelatinización de las células que recubren la pared interior del peridiolo. Después de separarse de los basidios, la pared externa de las esporas puede engrosarse, aunque generalmente no aumentan de tamaño.

## Hábitat y distribución

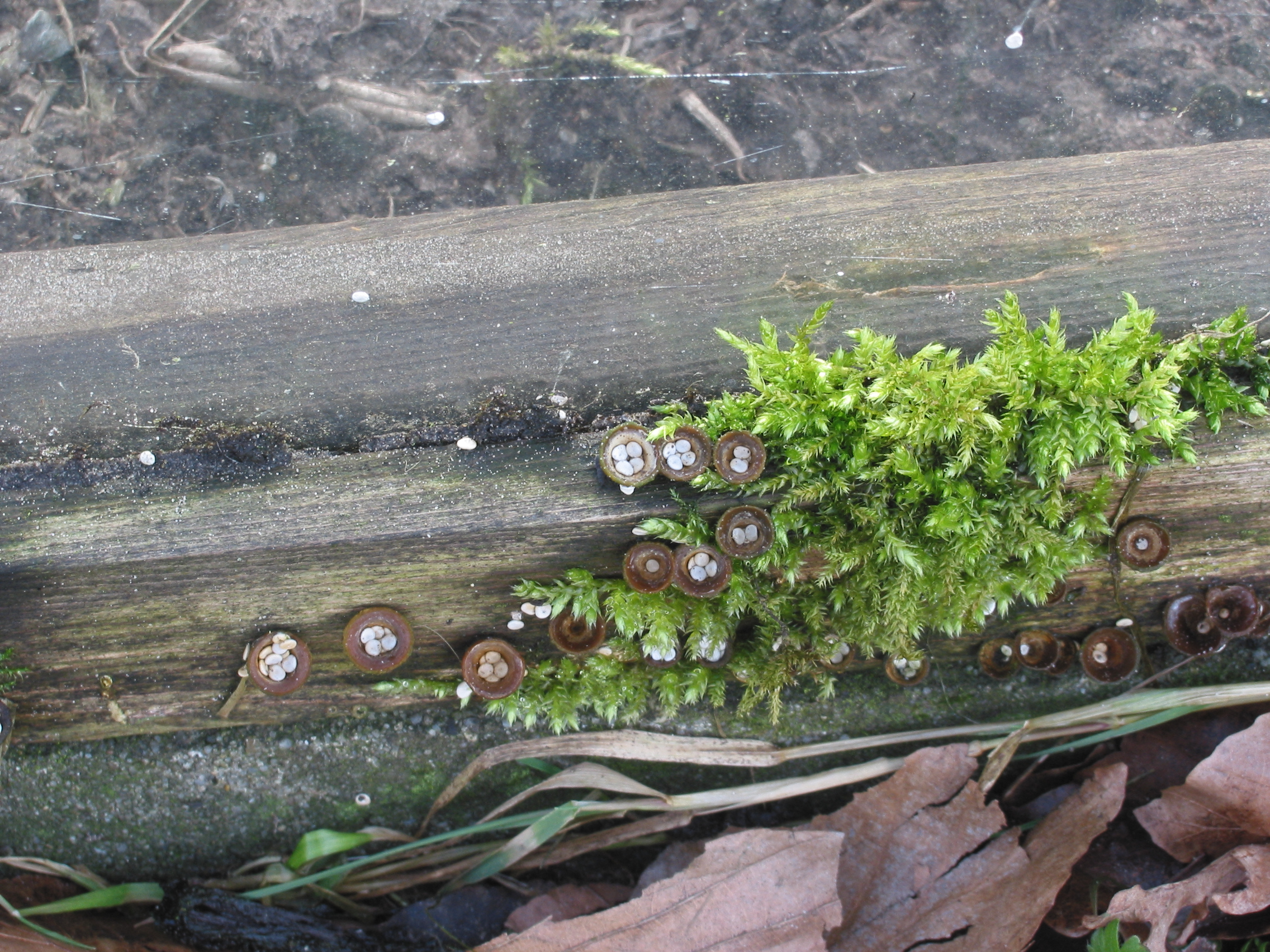
C. olla Creciendo en madera muerta

Al ser un hongo saprobionte, Cyathus olla obtiene nutrientes de la descomposición de la materia orgánica muerta, y como tal, generalmente se encuentra creciendo en desechos de madera; los especímenes que se encuentran creciendo en el suelo generalmente se adhieren a trozos de madera o tallos presentes en el suelo. Brodie señala que esta especie generalmente crece en lugares húmedos y sombreados, aunque su descubrimiento en las regiones áridas de Lima, Perú, sugiere que es tolerante a las condiciones de baja humedad. Es la especie más abundante de Cyathusque se encuentra en Europa y también es común en América del Norte. Su área de distribución se extiende hacia el norte hasta Suecia y hacia el sur en América del Sur; También se ha reportado en Australia, Sudáfrica, Irán e India.

## Ciclo de vida
El ciclo de vida de Cyathus olla, que contiene etapas tanto haploides como diploides, es típico de los taxones en los basidiomicetos que pueden reproducirse tanto asexualmente (a través de esporas vegetativas) como sexualmente (con meiosis). Las basidiosporas producidas en los peridiolos contienen, cada una, un solo núcleo haploide. Después de la dispersión, las esporas germinan y crecen en hifas homocarióticas, con un solo núcleo en cada compartimento. Cuando dos hifas homocarióticas de diferentes grupos de compatibilidad de apareamiento se fusionan entre sí, forman un micelio dicariótico en un proceso llamado plasmogamia. Después de un período de tiempo y bajo las condiciones ambientales apropiadas, se pueden formar cuerpos fructíferos a partir de los micelios dicarióticos. Estos cuerpos fructíferos producen peridiolos que contienen los basidios sobre los cuales se producen nuevas basidiosporas. Los basidios jóvenes contienen un par de núcleos sexualmente compatibles haploides que se fusionan, y el núcleo de fusión diploide resultante sufre meiosis para producir basidiosporas haploides. Se ha encontrado que la meiosis en C. olla es similar a la de organismos superiores.

## Dispersión de esporas

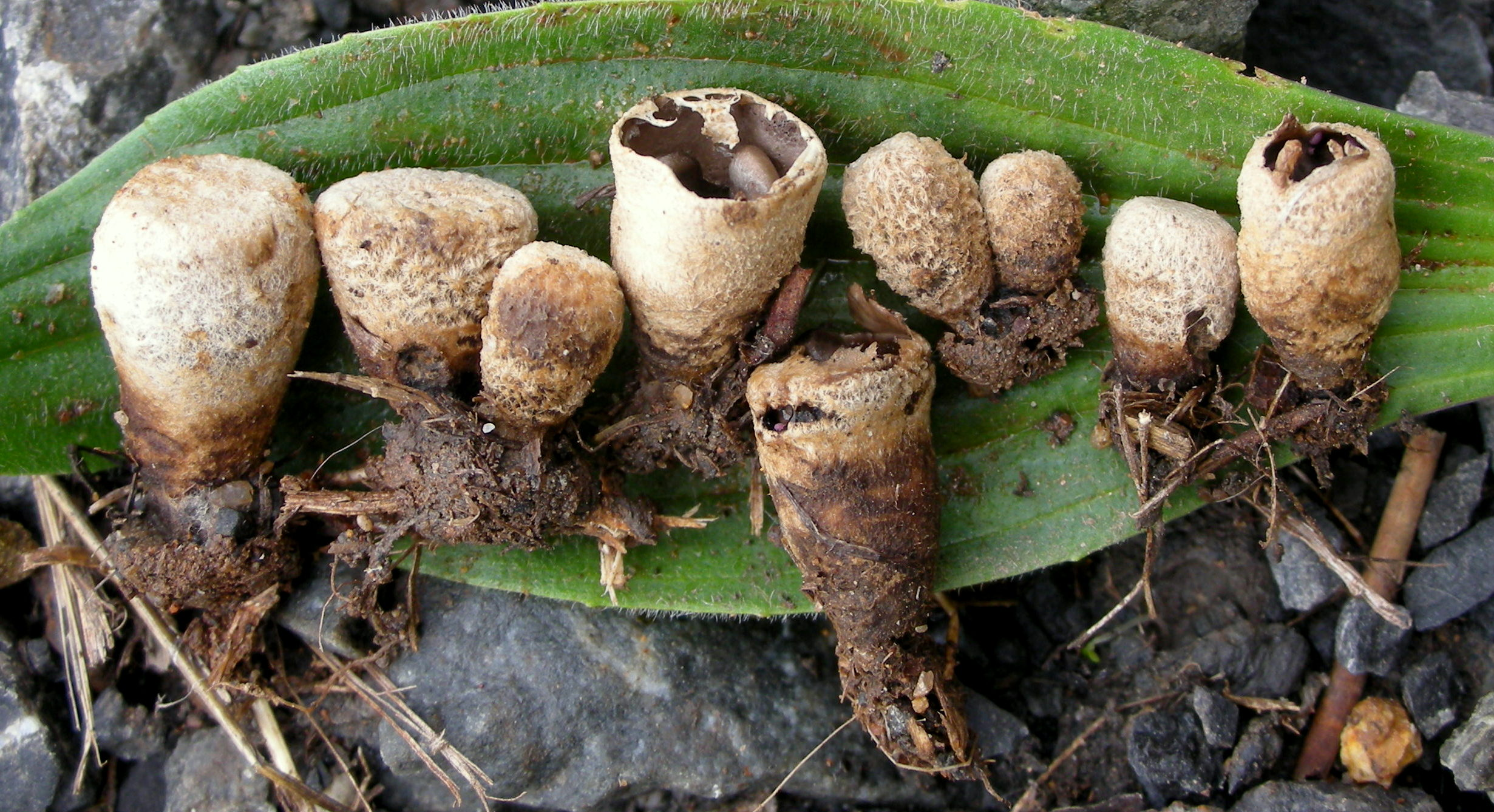
Una colección de esporocarpos

Cuando una gota de lluvia golpea el interior de la copa con el ángulo y la velocidad adecuados, puede producir una fuerza considerable, y puede crear una salpicadura que impulsa el agua a lo largo de los lados de la copa (también conocida como copas de bienvenida), rompiendo el funículo, y Expulsando los peridiolos. Los peridiolos son seguidos por su cordón funicular y su hapterón basal. Cuando golpean un tallo o palo de una planta cercana, el hapterón se adhiere a él, y el cordón funicular se enrolla alrededor del tallo o palo alimentado por la fuerza del peridiolo que aún se mueve (similar a una boleadora). El peridiolo, unido a la planta, puede ser consumido por mamíferos herbívoros, y el paso posterior a través de su tracto digestivo ablandará la capa dura lo suficiente como para facilitar la esporulación posterior.
Los experimentos que investigan la dispersión por salpicadura de los peridiolos muestran una distancia horizontal máxima para la expulsión del peridiolo de 82.5 centímetros (32.5 pulg.), Menor que la observada para otras especies de Cyathus. Esta distancia de eyección reducida puede deberse a factores tales como el mayor tamaño de los peridiolos, la construcción más suelta del funículo o el aumento de la luz observada en el borde superior de la copa de salpicadura.

## Aplicaciones agrícolas
Blackleg es una enfermedad fúngica de la canola que produce una pérdida importante de rendimiento en los cultivos afectados. Pasa el invierno en rastrojos infectados (restos de cultivos) que quedan en los campos de cultivo, y puede continuar produciendo esporas, infectando cultivos futuros, hasta que el rastrojo se entierra o descompone por completo. La observación de que C. olla crece y da fruto en el rastrojo de la canola ha llevado a investigar el potencial de este hongo para degradar el rastrojo de la canola y reducir la incidencia de enfermedades transmitidas por el rastrojo como la pierna negra y la mancha negra. En un estudio de sus capacidades de degradación de la lignina, se demostró que C. olla colonizaba los residuos de canola, trigo y cebada, pero parecía tener una preferencia por las raíces arboladas de la canola en comparación con los residuos de cereales.

### Texto citado
Brodie HJ (1975). The Bird's Nest Fungi. Toronto, Canada: University of Toronto Press. ISBN 0-8020-5307-6.